# Sebastian Nanasi
Sebastian Nanasi, né le 16 mai 2002 à Kristianstad en Suède, est un footballeur international suédois qui évolue au poste d'ailier gauche au RC Strasbourg.

## Biographie

### En club
Né à Kristianstad en Suède le 16 mai 2002, Sebastian Nanasi est formé par le club local du Kristianstad FC (en), qui lui fait découvrir le monde professionnel. En 2018, il rejoint le Malmö FF, où il est dans un premier temps intégré à l'équipe U19,. 
En juin 2020, Nanasi prolonge son contrat avec le Malmö FF et se voit prêté dans la foulée au Varbergs BoIS,.
De retour à Malmö à la fin de son prêt, Nanasi joue son premier match de Ligue des champions le 7 juillet 2021, lors d'une rencontre de tour préliminaire face au Riga FC. Il est titularisé puis remplacé à la 67e minute de jeu par Adi Nalić lors de cette partie remportée par son équipe sur le score de un but à zéro.
Le 20 juillet 2022, Nanasi est prêté au Kalmar FF jusqu'à la fin de la saison.
Nanasi est titularisé lors de l'édition 2023-2024 de la Coupe de Suède le 1er mai 2024 face au Djurgårdens IF. Son équipe s'impose après une séance de tirs au but,.
Imaginé un temps à Saint-Etienne, l'arrivée de l'ailier suédois est finalement annoncé le 22 août 2024 au RC Strasbourg. Il signe un contrat de cinq ans avec le club alsacien, soit jusqu'en juin 2029, et pour un montant estimé à 11 millions d'euros.
Nanasi marque son premier but pour Strasbourg le 30 août 2024, lors d'une rencontre de championnat face à l'Olympique lyonnais. Titularisé, il ouvre le score au bout de trois minutes de jeu, mais son équipe est tout de même battue (4-3 score final).

### En sélection nationale
De 2018 à 2019, Sebastian Nanasi représente l'équipe de Suède des moins de 17 ans. Il se fait remarquer le 3 octobre 2018 en réalisant un doublé face aux Pays-Bas (défaite 4-6 de la Suède), puis contribue à la victoire de son équipe le 7 février 2019 contre la Roumanie en marquant à nouveau deux buts (0-5 pour la Suède). Avec les U17, il participe également au championnat d'Europe des moins de 17 ans en 2019. Lors de cette compétition organisée en Irlande, il prend part à deux matchs pour deux entrées en jeu, son équipe étant éliminée dès la phase de groupe.
Sebastian Nanasi honore sa première sélection avec l'équipe nationale de Suède le 9 janvier 2023 contre la Finlande. Il entre en jeu à la place de Yasin Ayari, et son équipe l'emporte par deux buts à zéro,,.

## Palmarès

### En club
Malmö FF
- Championnat de Suède (1) :
  - Champion : 2021.
- Coupe de Suède (1) :
  - Vainqueur : 2023-2024.

### Distinctions individuelles
- Nommé troisième plus beau but du RC Strasbourg sur la saison 2024-2025 pour son but face au LOSC Lille avec 20% des votes (voté par l'Antre du Racing).